# Championnat d'Iran de football 1973-1974
Navigation
Saison précédente Saison suivante

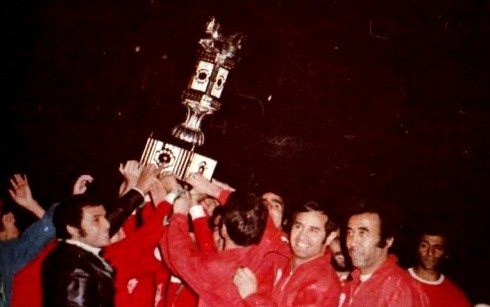
Persepolis FC

La saison 1973-1974 du Championnat d'Iran de football est la troisième édition du championnat national de première division iranienne. Douze clubs iraniens prennent part au championnat organisé par la fédération. Les équipes sont regroupées au sein d'une poule unique où elles rencontrent leurs adversaires deux fois, à domicile et à l'extérieur. En fin de saison, les deux derniers du classement sont relégués et remplacés par les deux meilleures équipes de deuxième division.
C'est le club de Persepolis FC, tenant du titre, qui remporte à nouveau la compétition, après avoir terminé en tête du classement final, avec deux points d'avance sur le Taj Téhéran et quatre sur le club de PAS Téhéran FC. C'est le 2e titre de champion d'Iran de l'histoire du club.

## Les clubs participants
| - Taj Téhéran - Persepolis FC - Oghab Téhéran - PAS Téhéran FC - Malavan F.C. - Sanat Naft | - Rah Ahan Téhéran - Bank Melli Iran - Navard Ahvaz - Zob Ahan FC - Bargh Téhéran - Machine Sazi |

## Compétition

### Classement
Le classement est établi sur le barème de points classique (victoire à 2 points, match nul à 1, défaite à 0).
| Rang | Équipe           | Pts | J  | G  | N  | P  | Bp | Bc | Diff |
| ---- | ---------------- | --- | -- | -- | -- | -- | -- | -- | ---- |
| 1    | Persepolis FC    | 37  | 22 | 15 | 7  | 0  | 46 | 4  | +42  |
| 2    | Taj Téhéran      | 35  | 22 | 14 | 7  | 1  | 44 | 15 | +29  |
| 3    | PAS Téhéran FC   | 33  | 22 | 13 | 7  | 2  | 32 | 7  | +25  |
| 4    | Oghab Téhéran    | 30  | 22 | 10 | 10 | 2  | 30 | 13 | +17  |
| 5    | Malavan F.C.     | 24  | 22 | 10 | 4  | 8  | 27 | 23 | +4   |
| 6    | Sanat Naft       | 20  | 22 | 8  | 4  | 10 | 25 | 33 | -8   |
| 7    | Rah Ahan Téhéran | 19  | 22 | 6  | 7  | 9  | 19 | 24 | -5   |
| 8    | Bank Melli Iran  | 16  | 22 | 5  | 6  | 11 | 15 | 31 | -16  |
| 9    | Navard Ahvaz     | 16  | 22 | 4  | 8  | 10 | 19 | 40 | -21  |
| 10   | Zob Ahan FC      | 15  | 22 | 4  | 7  | 11 | 23 | 35 | -12  |
| 11   | Bargh Téhéran    | 12  | 22 | 2  | 8  | 12 | 16 | 32 | -16  |
| 12   | Machine Sazi     | 7   | 22 | 1  | 5  | 16 | 11 | 48 | -37  |

## Bilan de la saison
| Championnat d'Iran de football 1973-1974 |                          |
| Champion                                 | Persepolis FC (2e titre) |
| Coupes et trophées                       |                          |
| Vainqueur de la Coupe d'Iran 1973-1974   | Non disputée             |
| Promotions et relégations                |                          |
| Promus en Première division              | Sepahan Ispahan          |
| Promus en Première division              | Ab O'Barghe Ahvaz        |
| Relégués en Deuxième division            | Bargh Téhéran            |
| Relégués en Deuxième division            | Machine Sazi             |